# Skærf (kimono)
 For alternative betydninger, se Skærf. (Se også artikler, som begynder med Skærf)
Skærfet (japansk: obi) er den del af en kimono, der holder kimonoen sammen.
Der er flere typer obi, men de mest brugte er 360 cm lang og omkring 30 cm bred. Hos kvinder sidder obien ret højt, typisk lige under brysterne, hos mændene sidder den omkring livet. 
Obien bindes på ryggen og der er flere forskellige måder at binde den på. I dag kan man købe færdigbundne obier.